# Karel Kočí (spisovatel)
Karel Kočí (3. října 1934 Měchnov – 17. září 2015 Měchnov) byl český spisovatel. Je otcem kněze Karla Kočího.

## Život
Karel Kočí navštěvoval obecnou i měšťanskou školu v Divišově a následně dvouletou zimní rolnickou školu v Benešově. Po roce 1958 pracoval s koňmi v rostlinné výrobě a posléze jako skladník náhradních dílů pro opravu zemědělských strojů v Divišově a Pavlovicích, a to až do svého odchodu do důchodu v roce 1994.
Po smrti otce v roce 1955 byl roku 1957 ustanoven knihovníkem v Měchnově, jehož knihovnu svým působením výrazně rozšířil. Dlouhodobě se zabýval historií a místopisem Podblanicka se zaměřením na Divišovsko. Na přelomu 50. a 60. let 20. století se Karel Kočí podílel také na obnově ochotnického divadla v Měchnově.
Za svoje celoživotní dílo byl v roce 2012 vyznamenán oceněním Blanický rytíř.

## Dílo
- Kronika Měchnova a Šternova (vyd. Městys Divišov, 2010)